# Wil
Wil er en by i det nordøstlige Schweiz med 23.955 (2018) indbyggere. Byen ligger i Kanton Sankt Gallen og er kantonens tredjestørste by.